# Gavarnie-Gèdre (Altos Pirineos)
Gavarnie-Gèdre es una comuna nueva francesa situada en el departamento de Altos Pirineos, de la región de Occitania.

## Historia
Fue creada el 1 de enero de 2016, en aplicación de una resolución del prefecto de Altos Pirineos de 18 de diciembre de 2015 con la unión de las comunas de Gavarnie y Gèdre, pasando a estar el ayuntamiento en la antigua comuna de Gèdre.

## Demografía
| Gráfica de evolución demográfica de Gavarnie-Gèdre (Altos Pirineos) entre 1800 y 2013 |
|                                                                                       |

Los datos entre 1800 y 2013 son el resultado de sumar los parciales de las dos comunas que forman la nueva comuna de Gavarnie-Gèdre, cuyos datos se han cogido de 1800 a 1999, para las comunas de Gavarnie y Gèdre de la página francesa EHESS/Cassini. Los demás datos se han cogido de la página del INSEE.

## Composición
| Comuna delegada | Código INSEE | Población (2013) | Superficie (km²) | Densidad (hab./km²) |
| --------------- | ------------ | ---------------- | ---------------- | ------------------- |
| Gavarnie        | 65188        | 130              | 82.54            | 2                   |
| Gèdre           | 65192        | 247              | 144.57           | 2                   |